# Рокхолд, Люк
Люк Скайлер Рокхолд (англ. Luke Skyler Rockhold; род. 17 октября 1984 года, Санта-Круз, Калифорния, США) — бывший американский боец смешанных боевых искусств, выступавший под эгидой UFC в средней и полутяжёлой весовой категории. Бывший чемпион UFC и бывший чемпион Strikeforce в среднем весе.

## Ранние годы
Рокхолд вырос в спортивной семье: его брат — профессиональный сёрфингист Мэтт Рокхолд (они иногда занимаются сёрфингом вместе), а отец Стив Рокхолд был профессиональным баскетболистом в Европе. Рокхолд имеет частично ирландские, немецкие, английские и индейские корни.
В шесть лет начал заниматься дзюдо, но бросил тренировки в десятилетнем возрасте. В седьмом классе Рокхолд присоединился к школьной команде по борьбе, параллельно занимаясь бразильским джиу-джитсу. В колледже продолжал заниматься борьбой, но почувствовав, что этот вид спорта не для него, полностью сосредоточился на тренировках по джиу-джитсу. После победы на нескольких турнирах по бразильскому джиу-джитсу, он решил попробовать себя в смешанных боевых искусствах. Друзья Рокхолда убедили его тренироваться в команде American Kickboxing Academy, за которую он выступает до сих пор.

## Карьера

### Ранняя карьера
В июле 2007 года Рокхолд дебютировал против Майка Мартинеса на турнире Melee on the Mountain. Рокхолд преобладал весь бой и выиграл болевым приёмом уже в середине первого раунда. Второй бой прошёл в ноябре 2007 года и был не столь успешным, как первый — Рокхолд был побежден Тони Рубалькавой техническим нокаутом.

### Strikeforce
Вскоре развивающаяся организация Strikeforce предложила Рокхолду принять участие на турнире Strikeforce: Young Guns II. Рокхолд показал эффектное выступление, заставив соперника сдаться под градом ударов. Впечатлённое руководство Strikeforce приняло решение дать ему ещё один бой. Он состоялся в рамках турнира Strikeforce: Destruction, на котором его соперником стал Ник Теотикос. С начала первого раунда бой перешёл в партер, где Теотикос одной рукой захватил голову Рокхолда в "гильотину. Сумев выбраться, Рокхолд в позиции закрытого гарда соперника начал наносить удары по корпусу. На последней минуте первого раунда он зашёл за спину Теотикоса и провёл удушающий приём. На Strikeforce: Shamrock vs. Diaz Рокхолд завоевал третью победу подряд, сумев провести удушающий приём Баку Мередиту.
Следующий бой Рокхолд провёл против Кори Девелы на Strikeforce Challengers: Villasenor vs. Cyborg. Несмотря на то, что Девела считался фаворитом, Рокхолд победил уже в первом раунде, свалив Девелу на настил правым хуком, а затем проведя удушающий приём сзади, заставивший соперника сдаться.
На Strikeforce Challengers: Gurgel vs. Evangelista Рокхолд нанёс поражение участнику The Ultimate Fighter 7 Джесси Тейлору. Этот бой стал четвёртым в ряде побед удушающим приёмом сзади.
В феврале 2010 года Рокхолд победил ещё одного участника The Ultimate Fighter 7 Пола Брэдли. В середине раунда Рокхолд отправил соперника в нокдаун встречным правым ударом. Когда Брэдли, сумевший подняться с партера, попытался уйти от последующих атак, Рокхолд нагнал его у стенки и нанёс несколько ударов коленом в живот. Рефери вынужден был остановить бой.
Несмотря на длительное отсутствие по причине травм, Рокхолд всё-таки получил возможность сразиться за титул чемпиона Stikeforce в среднем весе с действующим чемпионом Роналду Соузой. Рокхолд победил единогласным решением судей, став, таким образом, новым чемпионом Strikeforce в среднем весе.
Первый поединок Рокхолда в статусе чемпиона Strikeforce состоялся против Кита Жардина. На последней минуте первого раунда Рокхолд заставил соперника пошатнуться встречным правым ударом, а затем добил у стенок восьмиугольника.
Следующая защита титула прошла против Тима Кеннеди в главном бою турнира Strikeforce: Rockhold vs. Kennedy. Рокхолд во второй раз защитил чемпионский титул, победив Кеннеди единогласным решением судей
На турнире Strikeforce: Cormier vs. Mir, который был запланирован на 3 ноября 2012 года, новым соперником Рокхолда должен был стать Лоренз Ларкин. Однако Рокхолд вынужден был сняться с турнира по причине травмы запястья, полученной на тренировке, а сам турнир позже был полностью отменён. Ходили слухи, что бой между ними может пройти 12 января 2013 года, но он так и не состоялся.

### Ultimate Fighting Championship
В январе 2013 года организация Strikeforce была закрыта материнской компанией Zuffa. Уже в середине января был объявлен список бойцов, переведённых в UFC, среди которых оказался и Рокхолд. Его первый поединок в новой организации был запланирован на главный бой вечера UFC on FX 8, а противником стал бывший чемпион UFC в полутяжёлом весе Витор Белфорт. Бой для Рокхолда закончился поражением в первом раунде, когда Белфорт отправил его в нокаут ударом пяткой с разворота.
В рамках турнира UFC 166 Рокхолд должен был встретиться с Тимом Боучем, но по причине травмы колена вынужден был сняться и его заменил Си Би Доллауэй. 15 января 2014 года на UFC Fight Night 35 состоялась встреча с Костасом Филиппу. Рокхолд выиграл этот бой техническим нокаутом во втором раунде, нанеся по Филиппу точный удар ногой в печень. За это выступление он был награждён премией «Лучший нокаут вечера», получив бонусную выплату в размере $50 000.
Следующим его соперником на UFC 172 был заявлен Тим Боуч. Уже в первом раунде Рокхолд, воспользовавшись попыткой Ботча перевести бой в партер, заключил голову соперника в обратный треугольник. В этом же положении он захватил руку Ботча и провёл болевой приём кимуру, в результате которой Ботч вынужден был сдаться.
В главном бою вечера на UFC Fight Night 55 противником Рокхолда стал англичанин Майкл Биспинг. В первом раунде Рокхолд работал вторым номером, уходя и уворачиваясь от ударов противника. На первой минуте второго раунде он отправил Биспинга в нокдаун ударом ногой в голову, а затем принялся добивать руками. Воспользовавшись моментом, Рокхолд захватил голову соперника и провёл «гильотину» одной рукой. За победу он был награждён премией «Выступление вечера», получив бонусную выплату в размере $50 000.
18 апреля 2015 года в главном бою вечера на UFC on Fox 15 Рокхолд встретился с бывшим чемпионом UFC в полутяжёлом весе Лиото Мачидой. В начале первого раунда Рокхолд пропускал удары Мачиды, славящегося скоростью своих передвижений, однако на второй минуте он смог отбросить соперника в партер и доминировал там до конца раунда. Во второй пятиминутке Рокхолд снова бросил заметно уставшего Мачиду в партер, затем, переместившись в бэк-маунт, провёл удушающий приём. За победу Рокхолд во второй раз был премирован выплатой в размере $50 000 за «Выступление вечера».

#### Чемпион в среднем весе
Победа над Мачидой дала Рокхолду возможность встретиться с непобеждённым чемпионом в среднем весе Крисом Вайдманом и побороться за чемпионство в этом весовом дивизионе. Их поединок состоялся на UFC 194 в качестве второго по значимости события вечера. После короткой разведки в начале первого раунда бой плавно перетекал то в борьбу, то в обмен ударами в клинче. В обеих позициях Рокхолд находился в положении аутсайдера, сначала, будучи на ногах, отдал сопернику спину, а в клинче — пропустил мощный удар локтем. На четвёртой минуте инициатива всё-таки перешла в руки Рокхолда, сумевший поймать Вайдмана в «гильотину». Однако удушающий приём не дошёл до своего логического завершения, и после длительного отсутствия действий со стороны обоих спортсменов рефери поднял их в стойку. Вплоть до конца раунда Рокхолд проявил себя энергичнее противника.
Второй раунд полностью отошёл Рокхолду, который по итогам имел серьёзное превосходство над Вайдманом в количестве значимых ударов. На протяжении всей пятиминутки он простреливал соперника с дистанции широким арсеналом ударов ногами. Роковым моментом всего поединка стала тусклая попытка Вайдмана провести удар ногой с разворота в третьем раунде. Этим мгновенно воспользовался Рокхолд, зайдя за спину противника, и перевёл бой в партер, заняв затем позицию маунт. Последняя минута третьего раунда ознаменовалась нещадным «граунд-энд-паундом» в исполнении Рокхолда. Бой не был остановлен рефери, однако Рокхолд закрепил успех и завершил начатый «граунд-энд-паунд» в следующей пятиминутке, нанеся противнику поражение техническим нокаутом. Победа над Вайдманом сделала его новым чемпионом UFC в среднем весе.
На пресс-конференции UFC «Unstoppable», посвящённой ближайшим турнирам, был анонсирован следующий бой Рокхолда в качестве чемпиона. Он назначен на UFC 199, где пройдет поединок-реванш против Криса Вайдмана. 18 мая из-за травмы Крис Вайдман снялся с турнира UFC 199, его заменил Майкл Биспинг.
На турнире UFC 199 утратил титул чемпиона UFC в среднем весе, проиграв нокаутом в первом раунде Майклу Биспингу.
10 февраля 2018 года, в рамках турнира UFC 221 Рокхолд в бою за титул временного чемпиона средней весовой категории,
проиграл кубинцу Йоэлю Ромеро. В третьем раунде Ромеро сбил Рокхолда с ног сильным ударом левой руки в височную область, а затем отправил в нокаут лежащего Рокхолда тяжелым апперкотом с левой руки в подбородок.
В конце 2018 года Рокхолд сообщил, что из-за возраста и множества травм ему уже трудно укладываться в лимит среднего веса и он принял решение подняться в полутяжелый дивизион.
6 июля 2019 года на турнире UFC 239 состоялся дебютный бой Рокхолда в полутяжелом дивизионе против Яна Блаховича. Во втором раунде боя Блахович ударом руки отправил Рокхолда в нокаут. Это был второй перелом челюсти для Рокхолда и 5-е поражение нокаутом за всю карьеру.

## Титулы и достижения

### Смешанные единоборства
- Ultimate Fighting Championship
  - Чемпион UFC в среднем весе (один раз)
  - Обладатель премии «Лучший бой вечера» (дважды) против Криса Вайдмана и Пауло Косты
  - Обладатель премии «Лучший нокаут вечера» (один раз) против Костаса Филиппу
  - Обладатель премии «Выступление вечера» (два раза) против Майкла Биспинга и Лиото Мачиды
- Strikeforce
  - Чемпион Strikeforce в средней весовой категории (один раз, последний)
  - Две успешных защиты титула
- The MMA Corner.com
  - Лучший болевой/удушающий приём года (2014) против Тима Боуча на UFC 172[26]
- SevereMMA.com
  - Лучший болевой/удушающий приём года (2014) против Тима Боуча на UFC 172[27]

## Статистика
| Боёв 22  | Побед 16 | Поражений 6 |
| -------- | -------- | ----------- |
| Нокаутом | 5        | 5           |
| Сдачей   | 9        | 0           |
| Решением | 2        | 1           |

| Результат | Рекорд | Соперник        | Способ                                | Турнир                                          | Дата             | Раунд | Время | Место                    | Примечание |
| --------- | ------ | --------------- | ------------------------------------- | ----------------------------------------------- | ---------------- | ----- | ----- | ------------------------ | --- |
| Поражение | 16-6   | Паулу Коста     | Единогласное решение                  | UFC 278                                         | 20 августа 2022  | 3     | 5:00  | Солт-Лейк-Сити, Юта, США | Вернулся в средний вес. «Лучший бой вечера» (2); после боя объявил о завершении карьеры                                |
| Поражение | 16-5   | Ян Блахович     | KO (удары руками)                     | UFC 239                                         | 6 июля 2019      | 2     | 1:39  | Лас-Вегас, США           | Дебют в полутяжёлом весе                                                                                               |
| Поражение | 16-4   | Йоэль Ромеро    | KO (удары)                            | UFC 221                                         | 11 февраля 2018  | 3     | 1:48  | Перт, Австралия          | Бой за титул временного чемпиона UFC. Ромеро не сделал вес (187,7 фунтов); и только Рокхолд имел право завоевать титул |
| Победа    | 16-3   | Дэвид Бранч     | Сдача (удары)                         | UFC Fight Night: Rockhold vs. Branch            | 16 сентября 2017 | 2     | 4:05  | Питтсбург, США           | |
| Поражение | 15-3   | Майкл Биспинг   | KO (удары)                            | UFC 199 - Rockhold vs. Bisping 2                | 4 июня 2016      | 1     | 3:36  | Инглвуд, США             | Утратил титул чемпиона UFC в среднем весе.                                                                             |
| Победа    | 15-2   | Крис Вайдман    | TKO (удары)                           | UFC 194                                         | 12 декабря 2015  | 4     | 3:12  | Лас-Вегас, США           | Завоевал титул чемпиона UFC в среднем весе. «Лучший бой вечера» (1)                                                    |
| Победа    | 14-2   | Лиото Мачида    | Сдача (удушение сзади)                | UFC on Fox: Machida vs. Rockhold                | 18 апреля 2015   | 2     | 2:31  | Ньюарк, США              | «Выступление вечера» (2)                                                                                               |
| Победа    | 13-2   | Майкл Биспинг   | Сдача (гильотина)                     | UFC Fight Night: Rockhold vs. Bisping           | 8 ноября 2014    | 2     | 0:57  | Сидней, Австралия        | «Выступление вечера» (1)                                                                                               |
| Победа    | 12-2   | Тим Боуч        | Сдача (обратный треугольник и кимура) | UFC 172                                         | 26 апреля 2014   | 1     | 2:08  | Балтимор, США            | |
| Победа    | 11-2   | Костас Филиппу  | TKO (удар ногой в корпус)             | UFC Fight Night: Rockhold vs. Philippou         | 15 февраля 2014  | 1     | 2:31  | Дулут, США               | «Лучший нокаут вечера» (1)                                                                                             |
| Поражение | 10-2   | Витор Белфорт   | KO (удар пяткой с разворота)          | UFC on FX: Belfort vs. Rockhold                 | 18 мая 2013      | 1     | 2:32  | Жарагуа-ду-Сул, Бразилия | |
| Победа    | 10-1   | Тим Кеннеди     | Единогласное решение                  | Strikeforce: Rockhold vs. Kennedy               | 14 июля 2012     | 5     | 5:00  | Портленд, США            | Защитил (2) титул чемпиона Strikeforce в среднем весе                                                                  |
| Победа    | 9-1    | Кит Джардин     | TKO (удары)                           | Strikeforce: Rockhold vs. Jardine               | 7 января 2012    | 1     | 4:26  | Лас-Вегас, США           | Защитил (1) титул чемпиона Strikeforce в среднем весе                                                                  |
| Победа    | 8-1    | Роналду Соуза   | Единогласное решение                  | Strikeforce: Barnett vs. Kharitonov             | 10 сентября 2011 | 5     | 5:00  | Цинциннати, США          | Завоевал титул чемпиона Strikeforce в среднем весе                                                                     |
| Победа    | 7-1    | Пол Брэдли      | TKO (удар коленом в корпус)           | Strikeforce Challengers: Kaufman vs. Hashi      | 26 февраля 2010  | 1     | 2:24  | Сан-Хосе, США            | |
| Победа    | 6-1    | Джесси Тейлор   | Сдача (удушение сзади)                | Strikeforce Challengers: Gurgel vs. Evangelista | 6 ноября 2009    | 1     | 3:42  | Фресно, США              | |
| Победа    | 5-1    | Кори Девела     | Сдача (удушение сзади)                | Strikeforce Challengers: Villasenor vs. Cyborg  | 19 июня 2009     | 1     | 0:30  | Кент, США                | |
| Победа    | 4-1    | Бак Мередит     | Сдача (удушение сзади)                | Strikeforce: Shamrock vs. Diaz                  | 11 апреля 2009   | 1     | 4:07  | Сан-Хосе, США            | |
| Победа    | 3-1    | Ник Теотикос    | Сдача (удушение сзади)                | Strikeforce: Destruction                        | 21 ноября 2008   | 1     | 3:06  | Сан-Хосе, США            | |
| Победа    | 2-1    | Джош Нил        | KO (удар)                             | Strikeforce: Young Guns II                      | 1 февраля 2008   | 1     | 1:49  | Сан-Хосе, США            | |
| Поражение | 1-1    | Тони Рубалькава | TKO (удары)                           | Melee on the Mountain                           | 6 ноября 2007    | 1     | 2:46  | Фрайант, США             | Бой в полутяжёлом весе.                                                                                                |
| Победа    | 1-0    | Майк Мартинес   | Сдача (рычаг локтя)                   | Melee on the Mountain                           | 24 июня 2007     | 1     | 2:44  | Фрайант, США             | |